# Valkretsar vid val till Kroatiens parlament

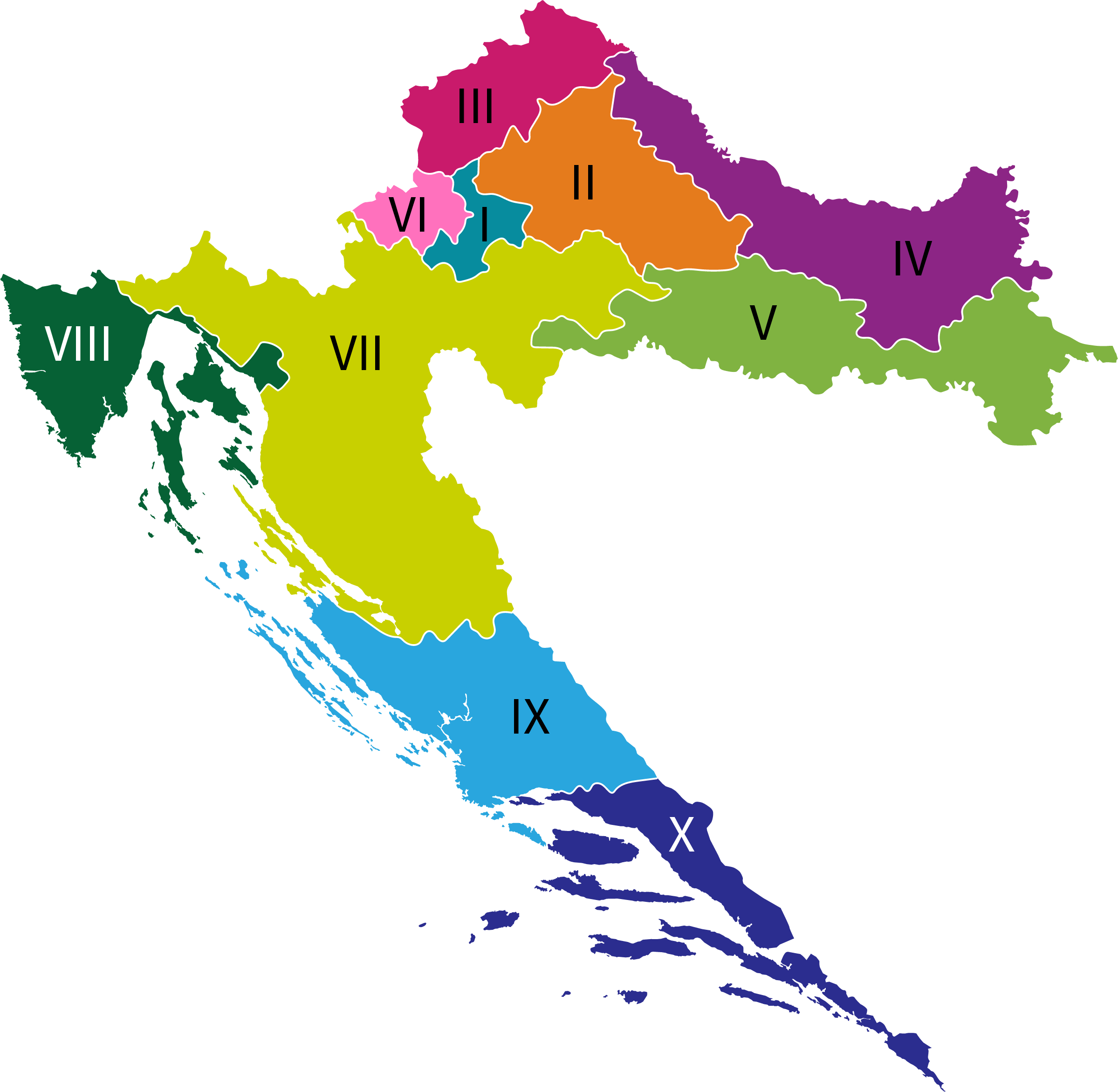
Kroatiens tio geografiska valkretsar vid val till Kroatiens parlament.

Valkretsar vid val till Kroatiens parlament är en särskild territoriell indelning av Kroatien i valkretsar som används vid val till Kroatiens parlament. 
Kroatien har tolv valkretsar (kroatiska: izborne jedinice) som benämns "valkrets 1–12". I skrift används romerska siffror. Valkretsarna I–X (1–10) är territoriella och delar upp landet i tio geografiska områden som vart och ett har fjorton ledamöter i det kroatiska parlamentet. Valkrets XI (11) är för utlandskroater (kroatiska medborgare som bor utomlands) som representeras av tre parlamentsledamöter. Valkrets XII (12) är för landets nationella minoriteter och representeras av åtta parlamentsledamöter. Valkrets XII omfattar hela Kroatien.
De tio territoriella valkretsarna är utformade efter antalet väljare så att varje valkrets har ungefär samma antal röstberättigade – cirka 400 000. Antalet röstberättigade mellan de olika valkretsarna får inte avvika med mer än +/- 5 procent. De geografiska valkretsarna motsvarar inte landets administrativa indelning och varje valkrets motsvarar ett eller flera och ibland delar av ett län. 
Den nuvarande valkretsindelningen vid val till Kroatiens parlament är från år 2023.